# Cyaniris addenda
Cyaniris addenda är en fjärilsart som beskrevs av Hermann Stauder 1923. Cyaniris addenda ingår i släktet Cyaniris och familjen juvelvingar. Inga underarter finns listade i Catalogue of Life.